# Closer Than We Think
Closer Than We Think ist ein Jazzalbum von Dayna Stephens. Die am 7. Mai 2023 im Studio GB’s Juke Joint, Long Island City, New York City, entstandenen Aufnahmen erschienen am 5. April 2024 auf dem Label Cellar Music Group.

## Hintergrund
Auf diesem Album arbeitet der Saxophonist Dayna Stephens mit dem Gitarristen Emmanuel Michael, dem Bassisten Kanoa Mendenhall und dem Schlagzeuger Jongkuk Kim an einer Sammlung größtenteils eigener Kompositionen, die Jazz und Einflüsse aus Independent Rock/Alternative Rock verbinden würden, notierte Phil Freeman. Der Trompeter Jeremy Pelt hat das Album produziert und wirkte bei dem Titel „E.S.P.“ als Gastmusiker mit. Auf dem Album fällt deutlich das Fehlen eines Pianos auf, merkte Thierry de Clemensat an. Auf Nachfrage meinte Stephens, dass ein Großteil der Klangpalette dieses Albums von Sonny Rollins’ Album The Bridge inspiriert sei. Hierzu äußert Stephens:
„Dieses Maß an Intimität, Wärme und das Gefühl grenzenloser Möglichkeiten ist die Quelle meiner Sucht nach dieser Musik.“

## Titelliste
- Dayna Stephens: Closer Than We Think (Cellar Music Group)

1. Bubbly 5:15
2. The Nomad 6:09
3. Ryland 4:47
4. Scrutiny 3:04
5. Placate 4:12
6. E.S.P. (Wayne Shorter) 5:51
7. A New Spring 4:06
8. Te 5:47
9. Blue Poles 3:59
10. Back Home 6:47
11. Placate (Reprise) 3:21

Wenn nicht anders vermerkt, stammen die Kompositionen von Dayna Stephens.

## Rezeption
Der Saxophonist Dayna Stephens entspreche der Definition „eines sanften Riesen“, schrieb Phil Freeman (Stereogum/Ugly Beauty); er sei ein großer Kerl mit einer echten Vorliebe und einem Gespür für zarte Balladen und einer unerklärlichen Anziehungskraft zum elektronischen Blasinstrument EWI, das genau das sei, an was man denke, und wie eine synthetisierte Slide-Pfeife klinge. Die vom Quartett zum Quintett erweiterte Version von Miles Davis’ „E.S.P.“ [vom gleichnamigen Album von 1965] beginnt nur mit Bass und Gitarre, bevor die Bläser die lange, vom Komponisten Wayne Shorter stammende Melodielinie durchspielen. Jeremy Pelts Solo sei voller scharfer, springender hoher Töne, wobei Stephens eine sanftere Erwiderung liefere, und Michaels spitzes Gitarrensolo erinnere an die Zeit, als Bill Frisell noch interessant war.
Nach Ansicht von Thierry de Clemensat (Paris-Move) versuche Dayna Stephens nicht zu gefallen, sondern setze seinen Stil durch, sowohl aus einer absoluten Reichhaltigkeit als auch aus einem vielfältigen und umfassenden kulturellen Hintergrund resultiere. Stephens würde zeigen, wie tief er die Grundlagen eines Künstlers verstehe, was sich in diesem Album mit Kompositionen und Arrangements von außergewöhnlicher Qualität niederschlage.